# Richard Geiger
Richard Geiger (Viena, 29 de junio de 1870-Budapest, 9 de febrero de 1945) fue un pintor austriaco.
Inicialmente trabajó para una revista semanal húngara. En la década de 1920, trabajó ilustrando libros, exlibris y carteles. Sus pinturas incluyeron retratos, desnudos, pinturas de género y escenas mitológicas, pero fue conocido por sus ilustraciones, especialmente sus motivos de carnaval.

## Biografía
Geiger nació en Viena, en una familia judía húngara. Sus padres fueron Antal Geiger y Jozefin Wahringer. Primero asistió a una escuela de dibujo y luego estudió en la Academia de Bellas Artes de Viena, donde estudió con Christian Griepenkerl y August Eisenmenger. Estudió escultura con Fritz Klimsch en la Academia de las Artes de Berlín. Allí participó en las exposiciones de la Academia con sus retratos, bustos y esculturas. En París estudió en la Academia Julian y trabajó en el estudio de François Flameng. Mientras estaba en la Academia Julian, se centró en pintar escenas de la vida de los clochards (vagabundos).
Desde 1893, Geiger trabajó como pintor de género en Budapest. Trabajó para la editorial Izidor Kner en Gyomaendrőd, entre otras. A partir de 1906, Geiger ilustró veinte ediciones húngaras de las obras de Karl May para la editorial Budapest Athenaeum. Produjo un total de 104 autotipos. Durante la Primera Guerra Mundial trabajó como ilustrador para el semanario húngaro Tolnai Világlapja. En la década de 1920 ilustró una gran cantidad de libros y realizó numerosos retratos de Pierrette (la versión femenina de un Pierrot). Ganó varios premios en concursos gráficos y participó en exposiciones en Francia, Alemania y Hungría.

## Obras seleccionadas
- A világ történelme
- Sich räkelnde, rauchende Dame mit Akkordeonspieler im Wirtshaus
- Sängerin mit Bandoneonspieler in einem Wirtshaus
- Colombine mit Pierrot und Harlekin
- Varietémusikerin mit Gitarre
- Zigeunerin mit Tamburin
- Haremsdame mit Papagei
- Südländische Schönheit
- Harlekinek
- Sérénade

## Galería

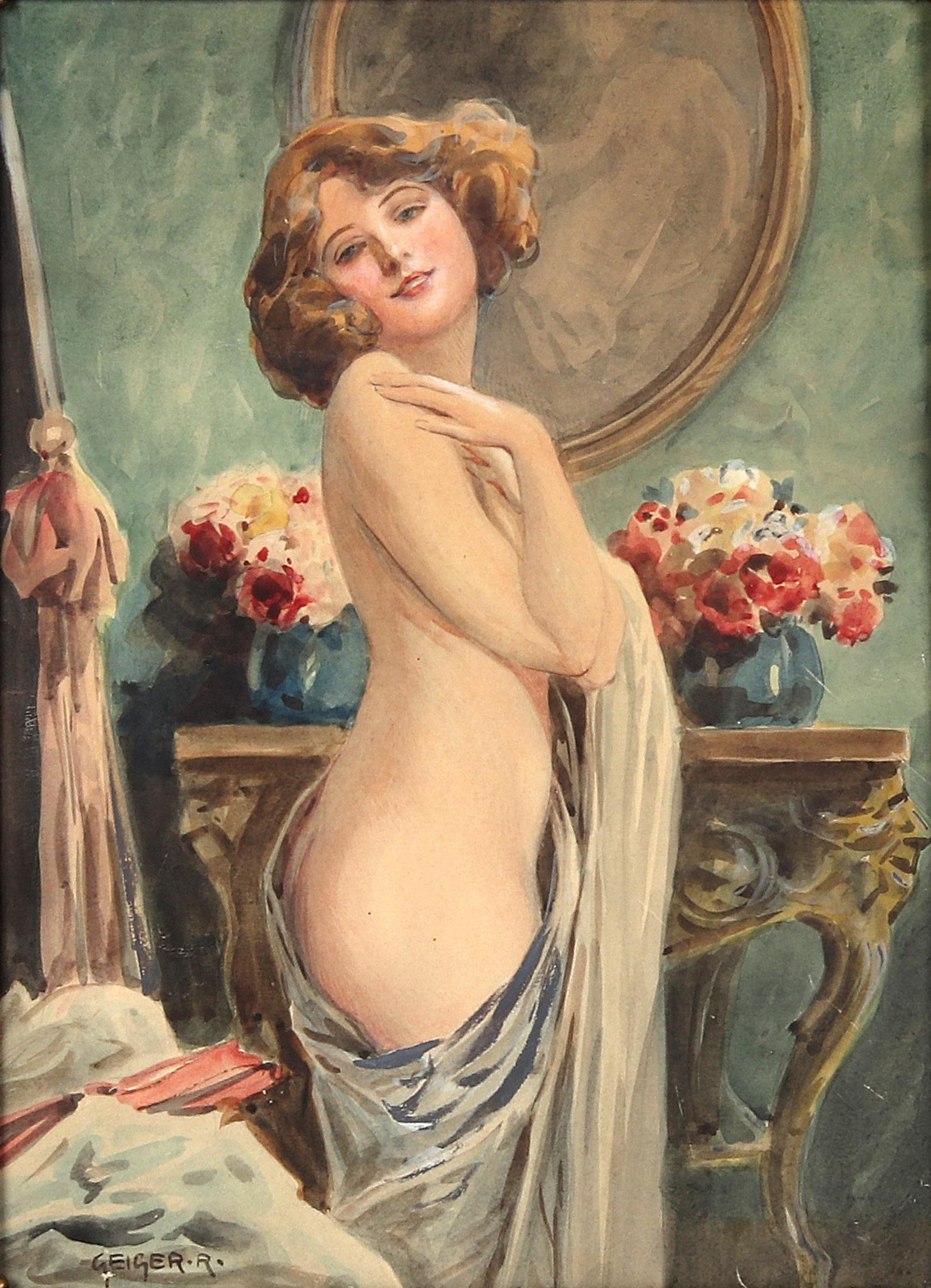
Junge Schönheit (Joven belleza)
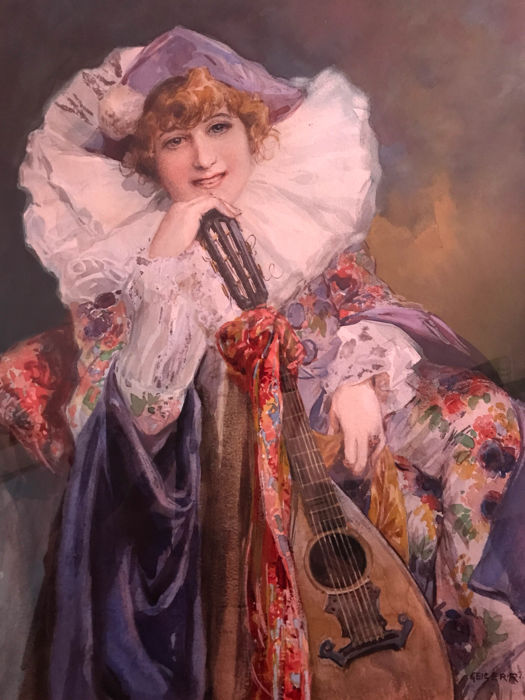
Pierrette met Luit (Pierrette con laúd)
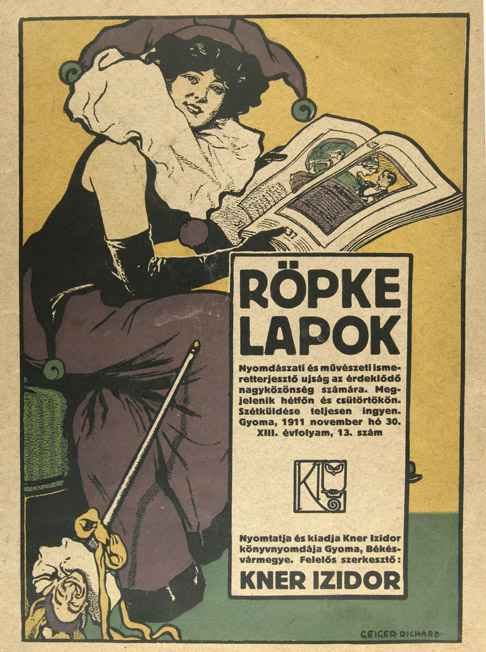
Portada de Röpke lapok (Sábanas resbaladizas)
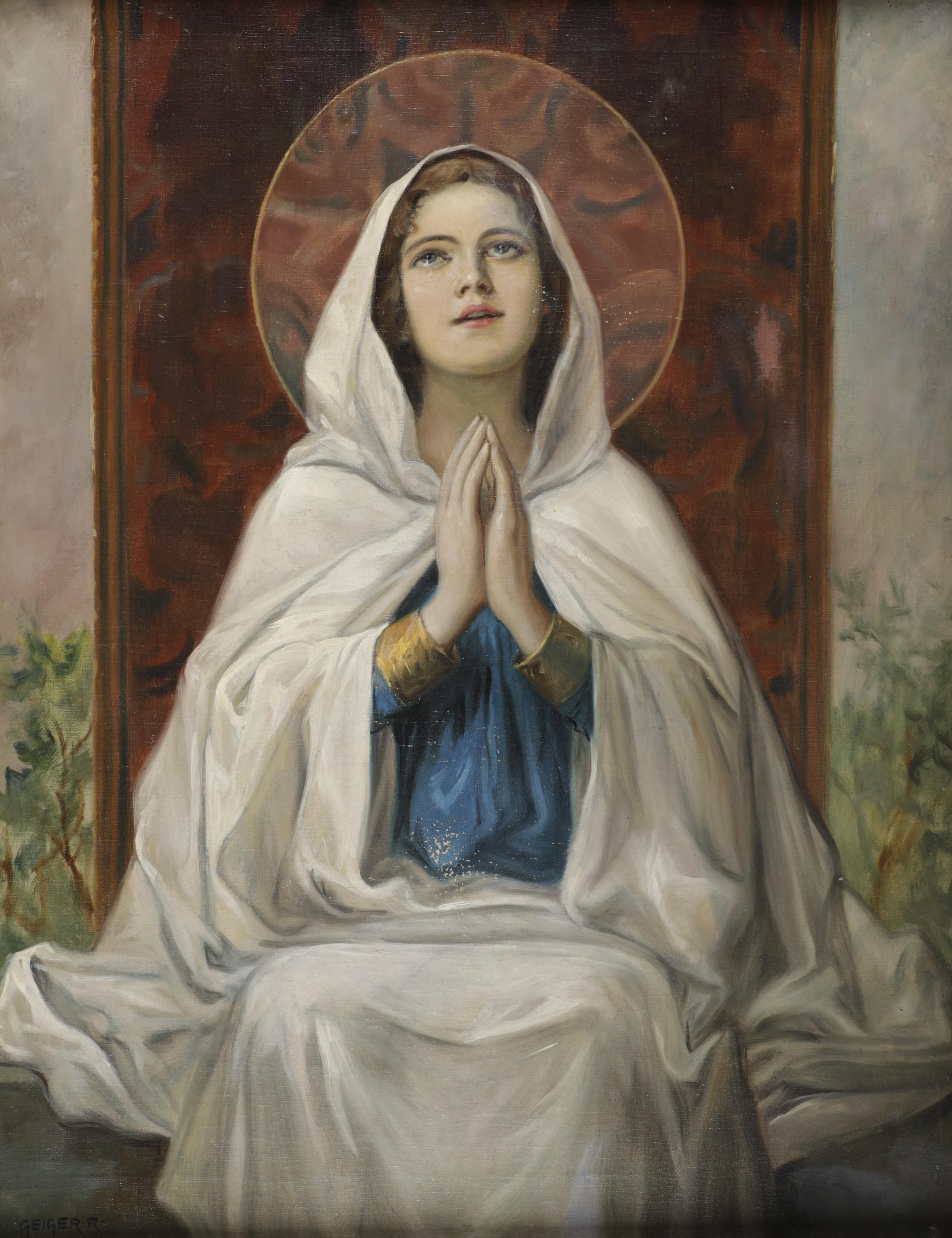
Madonna
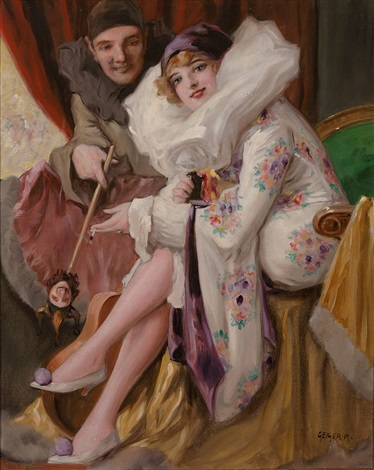
Pierrot and Pierrette (Pierrot y Pierrette)

## Lectura adicional
- Vollmer, Hans, ed. (1961). Allgemeines Lexikon der bildenden Künstler des XX. Jahrhunderts [Enciclopedia general de artistas visuales del siglo XX] (en alemán). 5: V–Z; suplementos = A–G. Leipzig: E. A. Seemann. p. 512.
- Busse, Joachim, ed. (1977). Internationales Handbuch aller Maler und Bildhauer des 19. Jahrhunderts [Manual internacional de todos los pintores y escultores del siglo XIX] (en alemán). Fráncfort: Busse Kunst Dokumentation.